# Distrito de A'ana
A'ana es un distrito de Samoa. Está en el sector occidental de Upolu, con un exclave pequeño (aldea de Satuimalufilufi) rodeado por el Aiga-I-le-Tai. Tiene un área de 193 kilómetros cuadrados y de una población (censo de 2001) de 20.167. Su ciudad capital es Leulumoega. Superficie: 193 km².

## Descripción
El título supremo de A’ana es el "TuiA’ana". Éste es el último Tui creado por la autoridad de Leifi que recompensó las aldeas del faleseela y del falelatai por su valor al derrotar a Tuamasaga alrededor del 500 A.C. El título fue perdido y recomenzado muchas veces y ahora conferido por los oradores-jefes de Faleono (casa de los seis) basados en Leulumoega. Por lo tanto hace que Leulumoega sea capital del distrito. Como parte del proceso de la elección, Leulumoega debe consultar con las aldeas Fasito’otai y Fasito’outa. El FaleA’ana.
A escala nacional, el distrito es la sede de uno de los cuatro títulos de Tama-a-Aiga: se trata del título de Tuimalealiifano, radicado en Falelatai. Recientemente, ha llegado a ser común que ambos títulos sean sostenidos por la misma persona.
- Datos: Q1154121